# Национальный театр (Белград)
Национальный театр Белграда (серб. Народно позориште у Београду) — государственный театр Сербии. Расположен в Белграде на площади Республики рядом с Национальным музеем Сербии, на углу улиц Васина и Французской. Одно из самых импозантных зданий в Белграде второй половины XIX века.

## История

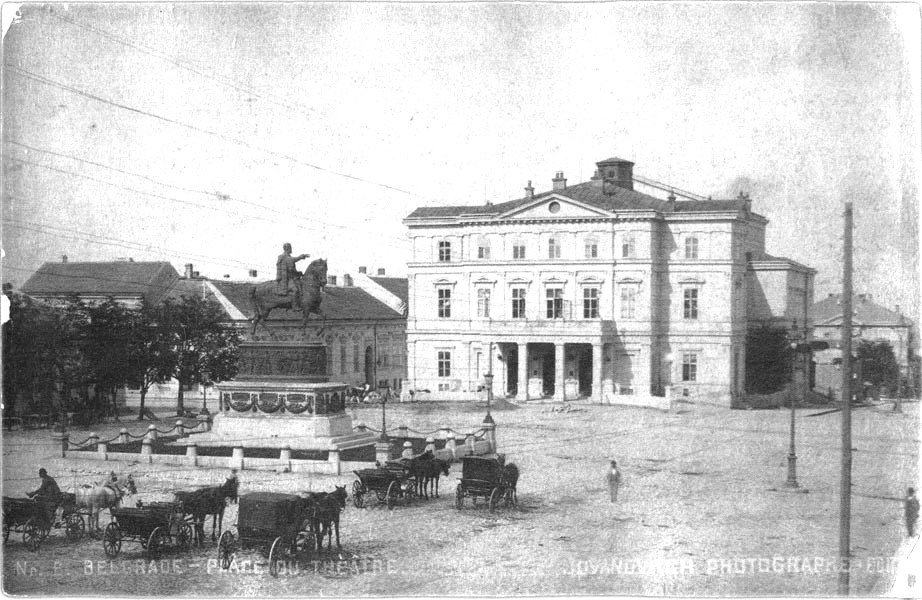
Театр и площадь в 1895 году

Впервые идея о строительстве театра в Белграде возникла в 1851 году, благодаря обществу «Любителей народного образования». Театр основан 13 июля 1868 года и строился в течение двух лет, предположительно по плану архитектора Александра Бугарского. Распоряжение о строительстве принял князь Михаил Обренович. Первый спектакль — пьеса «Георгий Бранкович». Кроме театральных спектаклей, в зале в течение XIX века проводились благотворительные балы и концерты. Великая конституционная скупщина в этом зале проголосовала за Конституцию в 1888 году.
Во времена Югославии стал Югославским национальным театром. Театр объединил лучших актёров Сербии, здесь ставились пьесы сербских, словенских и мировых драматургов.
В 1999 году во время воздушных налётов НАТО театральный коллектив был единственным в стране, продолжившим работу. При этом стоимость билета была чисто символической, равная одному динару.

### Здание
В составе театра три академических труппы: драмы, оперы (с 1921 года) и балета (с 1920 года). Также в здании находится музей театра. Выступления проводятся на двух сценах, Главной сцене (на 700 мест) и сцене Радомира Раши Плаовича (на 300 мест). Здание выполнено по образцу театральных зданий того времени, особенно миланской Ла Скалы, от которого принята концепция и декоративная отделка эпохи Возрождения. При более поздних реконструкциях первоначальный вид полностью изменён. Первая реконструкция началась в 1911 году, длившаяся до 1922 года, в связи с перерывом на войну. Театр был расширен и потерял часть внешнего декора. Вторая реконструкция проводилась в 1964—1965 гг. и была связана с последствиями бомбардировки Белграда в 1941 году. Изменениям подвергся интерьер. Последняя крупная реконструкция была осуществлена в 1986—1989 гг., тогда была достроена часть в сторону улицы братьев Юговича.

### Балет
Первые балетные представления в Белградской опере относятся к началу 1920-х гг. Здесь поставлен первый балет сербского композитора М. Милевича «Le balai du valet». В разное время труппу возглавляли: Б. Г. Романов (1930-31), Н. Кирсанова (1932-34), Б. Князев (1934-36), Маргарита Фроман (1937-38). После войны балет пережил период интенсивного обновления, связанный главным образом с деятельностью балетмейстера Д. Парлича.

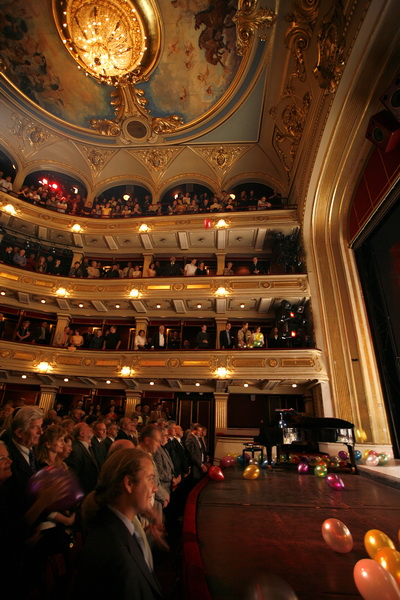
Большой зрительный зал после реконструкции 1989 г.

### Реставрация
В 1905 году произведена новая художественная реставрация сцены, зрительного зала и фойе по эскизам первого сербского декоратора Драгутина Инкиострия Меденяка, украсившего интерьеры особняков многих состоятельных белградских жителей. В основу обновленного декора легли мотивы народной орнаментики и художественной традиции. Со временем назрела необходимость увеличить сцену и решить ряд технических задач. В 1912 году началась реконструкция театра, однако в связи с началом Первой мировой войны, она растянулась до 1921 года. По замыслу архитектора Йосифа Буканца, лаконичную гармонию первоначального фасада сменило пышное нео-барокко с двумя угловыми башнями у подъезда. В интерьер зрительного зала и вестибюля добавлены декоративные элементы из гипса. Потолок зрительного зала расписал русский художник Степан Федорович Колесников. Любопытно, что, воспитанный в традиции академического реализма, он создал свою композицию в стиле декоративного барокко и взял за основу темы античной мифологии — Талия в колеснице и вакхические фантазии, прославляющие театр как храм искусства.
Следующая реконструкция началась в 1940 году. Однако во время апрельской бомбардировки Белграда 1941 года здание претерпело серьёзные повреждения и работы по реконструкции начались только к концу года. Проект архитекторов Гойко Тодича и Драгана Гудовича полностью изменил внешний вид прежнего Национального театра. С лицевой стороны фасада, за исключением профилированной гирлянды кровли, снята вся старая декоративная пластика. Такой же внешний вид театр сохранил и при следующей реконструкции 1965 года, когда, под руководством архитектора Николы Шерцера, были внесены изменения в вестибюль, зрительный зал и оркестровую яму.
Последняя и самая масштабная реконструкция здания Национального театра (1986—1989) сопровождалась полемикой как в профессиональном сообществе, так и в широких кругах общественности по вопросу о том, следует ли вернуть зданию его первоначальный вид или же тот, который оно приобрело после первой реконструкции 1922 года. Всё-таки было решено, что здание будет обновлено по проекту первой реконструкции, а к задней части корпуса сделана стеклянная пристройка по проекту архитекторов Слободана Дреняковича и Любомира Здравковича. Обновление внутреннего пространство театра, по замыслу архитектора Милана Палишашкого, ставило задачу воссоздать его первоначальный облик, подчеркивая тем самым визуальные и символические достоинства интерьера старого театра. В центре вестибюля установлен бюст князя Михаила работы итальянского скульптора Энрико Пацци (1872), а живописная композиция Степана Колесникова на потолке зрительного зала отреставрирована по сохранившимся оригинальным рисункам.
Преодолевая бурные исторические события истории своей страны, Национальный театр Белграда по-прежнему остается хранителем сербской культуры и традиции. В знак признания и уважения важной культурно-исторической, архитектурно-урбанистической, художественно-эстетической роли в жизни общества, Национальный театр Белграда в 1983 году объявлен культурным достоянием особого значения.

## Награды
- Сретенский орден I степени (2018)[4]